# Comuna Iahodînka, Dzerjînsk
Iahodînka (în ucraineană Ягодинська сільська рада) este o comună în raionul Dzerjînsk, regiunea Jîtomîr, Ucraina, formată din satele Boreatîn, Iahodînka (reședința), Ivanivșciîna și Lisna Rudnea.

## Demografie
Componența lingvistică a satului Iahodînka
     Ucraineană (99,32%)
     Alte limbi (0,68%)
Conform recensământului din 2001, majoritatea populației satului Iahodînka era vorbitoare de ucraineană (99,32%), existând în minoritate și vorbitori de alte limbi.